# Corneliu Vadim Tudor

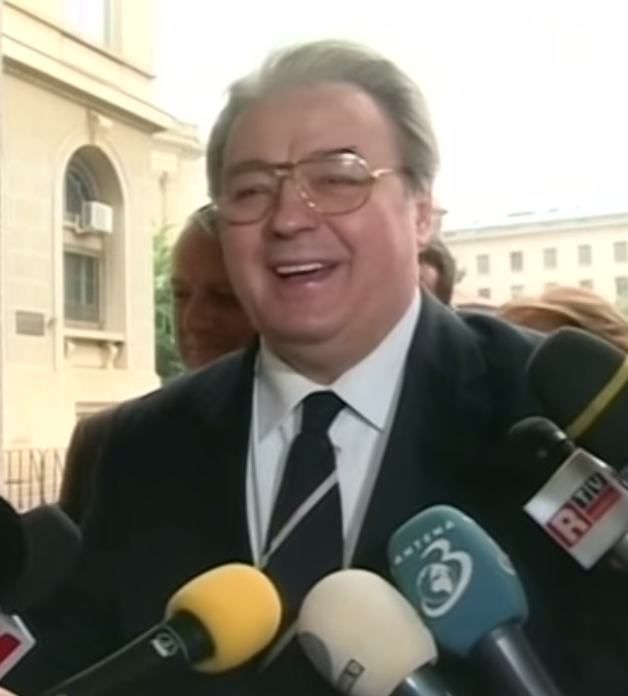
Tudor während der Wahlkampagne 2014

Corneliu Vadim Tudor (* 28. November 1949 in Bukarest; † 14. September 2015 ebenda) war ein rumänischer Politiker. Tudor war bis Juli 2013 Vorsitzender der ultranationalistischen Partidul România Mare (deutsch Großrumänienpartei).

## Leben
Während der Ceaușescu-Ära war Tudor ein regimetreuer Journalist und Lyriker und verherrlichte in seinen Gedichten die Diktatur. Seit dem Sturz und der Hinrichtung von Nicolae Ceaușescu und der formalen Abschaffung der Rumänischen Kommunistischen Partei vertrat er seine nationalkommunistische Gesinnung in der Partidul România Mare.
Bei den Präsidentschaftswahlen im November 2000 erhielt er mehr als ein Drittel der Stimmen, unterlag aber gegen Ion Iliescu vom PSD. Die Großrumänienpartei ging jedoch als zweitstärkste Kraft im Parlament aus den Wahlen hervor. Bei den Parlamentswahlen 2008 verlor sie allerdings massiv an Stimmen und verpasste den Wiedereinzug in das Parlament. Ein Jahr später bei den Präsidentschaftswahlen musste sich Tudor mit knapp 6 % der Stimmen begnügen.
Tudors politische Ziele galten als antidemokratisch und extremistisch. Sie zeichneten sich durch Antisemitismus, eine öffentliche Verherrlichung des ehemaligen rumänischen Diktators Nicolae Ceaușescu, Kritik an westlichen Institutionen wie NATO und EU und die Forderung nach Entrechtung der im Land lebenden Minderheiten (insbesondere der Ungarn) aus. Diese Ziele vertrat er seit seiner Zeit als Redakteur bei der kommunistisch-nationalistischen Zeitschrift Săptămâna, welche während des Regimes Nicolae Ceaușescus als vulgäres Sprachrohr des Geheimdienstes Securitate galt und regelmäßig Dissidenten und Persönlichkeiten des Exils angegriffen hat.
Im Visier der extremen politischen Äußerungen Tudors standen immer wieder Roma, Juden und Ungarn, aber auch unbequeme Journalisten, ehemalige Dissidenten und Exilpersönlichkeiten, denen er beispielsweise mit der Einweisung in Arbeitslager drohte. Anfang 2004 verkündete Tudor öffentlich seine Wandlung vom Antisemiten zum Philosemiten und engagierte israelische Imageberater als Wahlkampfleiter.
Am 14. September 2015 wurde bekannt, dass Tudor in Folge eines Herzinfarkts im Bukarester Militärkrankenhaus gestorben ist. Sein Grab befindet sich auf dem Ghencea-Friedhof in Bukarest.

## EU-Parlamentarier
Zwischen 2009 und 2014 war Tudor Mitglied des Europaparlaments.
Er war Mitglied im Ausschuss für Kultur und Bildung und in der Delegation für die Beziehungen zur Schweiz und zu Norwegen, im Gemischten Parlamentarischen Ausschuss EU-Island und im Gemischten Parlamentarischen Ausschuss Europäischer Wirtschaftsraum.
Als Stellvertreter war er im Ausschuss für auswärtige Angelegenheiten und in der Delegation im Gemischten Parlamentarischen Ausschuss EU-Türkei.

## Weiteres
Im Dezember 2004 schickte der Ordensträger Elie Wiesel den Orden Steaua României, einen der höchsten Orden Rumäniens, zurück, nachdem Präsident Ion Iliescu Tudor ebenfalls mit dem  Steaua României ausgezeichnet hatte. Wiesel sagte dazu, dass er sich von Tudor und dem ebenfalls ausgezeichneten Gheorghe Buzatu distanzieren wolle.